# 飯野町明治
飯野町明治（いいのまちめいじ）は、福島県福島市の地名で飯野支所所管にあたる飯野地域内である。本項ではかつて同地域に所在した伊達郡明治村についても述べる。

## 飯野町明治
大部分が丘陵地になっており稲作を中心とする田園地帯の中に集落が点在している。
西隣りに位置する飯野町と同様に、東日本大震災の影響で移転してきた飯舘村の行政施設が所在している。

### 地理
福島市南東部及び飯野地域の西端部に位置し、二本松市（下川崎）との市境にあたる。

#### 河川・架橋
- 阿武隈川
  - 新飯野橋 - 福島県道39号川俣安達線
  - 逢隈橋 - 福島県道51号霊山松川線
- 女神川
  - 新鶴巻橋 - 福島市道

#### 山岳
- 狐郷山

### 歴史
- 1889年4月1日、町村制施行より伊達郡飯野村と同郡西飯野村が合併し、飯野村が成立。各旧村は大字飯野・大字西飯野となる。
- 1927年(日付不詳) - 村内中心部に大火災が発生し村役場が焼失する。
- 1930年11月3日 - 飯野村は大字飯野・大字西飯野の各一部を伊達郡明治村として分村する。
- 1955年1月2日 - 明治村が、かつての飯野村である（旧）飯野町と青木村及び大久保村と合併し、（新）飯野町が成立、旧明治村域は大字明治となる。
- 2008年7月1日 - 福島市が飯野町を編入。大字明治は福島市飯野町明治となる。

### 施設

#### 行政
- 福島市飯野地区体育館

#### 教育
- 福島市立飯野小学校
- 飯舘村立飯舘中学校

### 交通

#### 道路
- 福島県道39号川俣安達線
- 福島県道51号霊山松川線
- 福島県道307号福島飯野線

### 世帯数と人口の推移
| 年     | 世帯数（世帯） | 人口（人） |
| ------ | -------------- | ---------- |
| 1935年 | 228            | 1,428      |
| 1947年 | 282            | 1,692      |
| 2012年 | 309            | 1,049      |
| 2017年 | 321            | 964        |

- 2017年は6月30日現在の世帯数と人口である[1]。

## 明治村
明治村（めいじむら）は、福島県伊達郡に属していた村である。
明治村の前身にあたる飯野村の街中で大火災が発生し村役場が焼失する。その後の新役場所在地を巡って村内で対立が起こり、1930年に明治村と新たな飯野村が分村し誕生した。
そして1955年に周辺町村と合併して誕生した飯野町誕生までの24年間存在していた。